# Neobala hilaris
Neobala hilaris är en insektsart som beskrevs av Rauno E. Linnavuori och Delong 1979. Neobala hilaris ingår i släktet Neobala och familjen dvärgstritar. Inga underarter finns listade i Catalogue of Life.